# عبدالسلام الاسمر

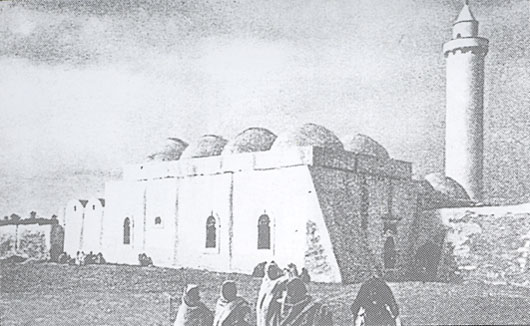
قبر عبدالسلام الاسمر

عبدالسلام الاسمر از نوادگان حسن بن علی بن ابیطالب امام دوم شیعیان و از علمای فرقه مالکی از اهل سنت است.

## درباره
وی از بزرگان تصوف و علمای اسلام در غرب اسلامی به‌شمار می‌رود. او ارتباط گسترده با طبقات مختلف جامعه داشت به طوری که جایگاه رهبری معنوی پیدا کرد و از گسترش دهندگان اسلام در مغرب اسلامی به‌شمار می‌رود

## زندگی‌نامه
سدی عبدالسلام المصمار در سال ۱۴۵۵ (حدود ۸۵۹ هجری قمری) در شهر کوچکی از زلیتین (لیبی) به عنوان سالوم الفایتوری متولد شد، که تقریباً ۱۰۰ مایل (۱۶۱ کیلومتر) شرق طرابلس در نزدیکی لپتیز مگنا واقع شده‌است. او متعلق به قبیله فواتیر بود، نام مستعار الاسمر توسط مادرش به او داده شده بود، که بر این باور بود که در خواب به او دستور داده‌است که این کار انجام دهد.

## آرامگاه
مدفن وی که از زیارتگاه‌های مسلمانان در آفریقا است در شهریور ۱۳۹۱ و در سالروز تخریب قبور بقیع به دست وهابیون تخریب گردید.